# 트란스발주

트란스발주의 위치

트란스발주(영어: Province of the Transvaal, 아프리칸스어: Provinsie Transvaal)는 1910년 5월부터 1994년 4월까지 존재했던 남아프리카 공화국의 주로 주도는 남아프리카 공화국의 행정 수도인 프리토리아였다.

트란스발주의 문장

## 역사
1902년에 제2차 보어 전쟁이 끝나면서 트란스발 공화국은 트란스발 식민지가 되었고 1910년 5월 31일에 남아프리카 연방에 편입되면서 트란스발주가 신설되었다. 1961년에 남아프리카 연방이 영국 연방에서 탈퇴하고 공화정을 선포하면서 프리토리아는 인접한 비트바테르스란트, 페레이니힝과 함께 연담도시화된 대도시권을 형성했고 요하네스버그와 함께 남아프리카 공화국의 경제 중심 도시가 된다.
1994년 4월 27일에 유색 인종이 처음으로 참여한 남아프리카 공화국 총선거를 계기로 아파르트헤이트 정책이 폐지됨에 따라 트란스발주 또한 폐지되었다. 이에 따라 주 중남부는 하우텡주, 주 북부는 림포포주, 주 남동부는 음푸말랑가주, 주 남서부는 노스웨스트주에 각각 편입되었고 나머지 지역은 콰줄루나탈주에 편입되었다.